# Sótony
Sótony é um município da Hungria, situado no condado de Vas. Tem 14,93 km² de área e sua população em 2015 foi estimada em 629 habitantes.